# Rui Jorge Farto Correia
Rui Jorge Farto Correia (Chaves, 23 agosto 1990) è un calciatore portoghese, difensore o centrocampista del Sintrense.

## Caratteristiche tecniche
Gioca come difensore centrale o mediano.

## Palmarès
- Segunda Liga: 1

Paços Ferreira: 2018-2019